# Aranyosgadány
Aranyosgadány (horvátul: Ranjoš) község Baranya vármegyében, a Pécsi járásban.

## Fekvése
A Baranyai-dombságban fekszik, Pécstől mintegy 15 kilométerre délnyugatra. Két különálló településrésze Aranyos és Keménygadány vagy Gadány; előbbi a közigazgatási terület nyugati széle közelében terül el, míg utóbbi, jóval kisebb kiterjedésű községrész Aranyostól jó másfél kilométerre délkeletre esik.
A szomszédos települések: északkelet felől Pellérd, délkelet felől Görcsöny, nyugat felől Zók, északnyugat felől pedig Bicsérd.

### Megközelítése
Közúton két irányból érhető el: Bicsérden, Zókon és utóbbi Pázdány nevű, különálló településrészén keresztül, a 6-os főútból kiágazó 58 102-es számú mellékúton, vagy Pellérd felől egy számozatlan önkormányzati úton. Az 5801-es út keresztespusztai szakasza felől földúton érhető el; délebbi szomszédaival nincs közúti kapcsolata.
Hajdan a közelében húzódott a Pécs–Harkány–Donji Miholjac-vasútvonal is, amit azonban 1971 nyarán megszüntettek. A község, illetve Keménygadány településrésze nevét is magán viselő Keménygadány-Keresztespuszta vasútállomás (az 1960-as években már csak Keresztespuszta vasútállomás) a településtől néhány kilométerre keletre helyezkedett el, Keresztespuszta területén.

## Története
Első fennmaradt írásos említése (Gadány) 1192-ből való.
A 14. és 15. században püspöki székhely volt, majd szerzetesrendi kolostor működött a településen.
Aranyosgadány 1941-ben alakult Pécsaranyos és Keménygadány egyesülésével. A két településrész mintegy 2 km távolságra fekszik egymástól, Aranyos lent, két domb között, míg Gadány fent egy dombon.
Keménygadány Kemény Zsigmond arisztokrata, író vadászterülete és hűbérbirtoka volt, ahol ma néhány autentikus parasztház, udvarház, gazdasági épület és a vadászat hagyományainak fennmaradása is őrzi ennek emlékét.
A faluban nyaranta művésztelep működik.

## Közélete

### Polgármesterei
- 1990–1994: Vér József (FKgP)[5]
- 1994–1998: Csurgyók Lajosné (független)[6]
- 1998–2002: Csurgyók Lajosné (független)[7]
- 2002–2006: Csurgyók Lajosné (független)[8]
- 2006–2010: Csurgyók Lajosné (független)[9]
- 2010–2014: Csurgyók Lajosné (független)[10]
- 2014–2019: Csurgyók Lajosné (független)[11]
- 2019–2024: Csurgyók Lajosné (független)[12]
- 2024– : Csurgyók Lajosné (független)[1]

## Népesség
A település népességének alakulása:
| Lakosok száma | 350  | 358  | 369  | 323  | 321  | 350  | 335  | 321  |
|               | 2013 | 2014 | 2015 | 2019 | 2021 | 2022 | 2023 | 2024 |

A 2011-es népszámlálás során a lakosok 74,4%-a magyarnak, 10,7% németnek, 10,1% cigánynak, 8,5% horvátnak, 0,3% románnak mondta magát (23,4% nem nyilatkozott; a kettős identitások miatt a végösszeg nagyobb lehet 100%-nál). A vallási megoszlás a következő volt: római katolikus 55,5%, református 3,9%, evangélikus 0,3%, felekezeten kívüli 10,1% (28,5% nem nyilatkozott).
2022-ben a lakosság 87,7%-a vallotta magát magyarnak, 18% horvátnak, 17,7% németnek, 5,4% cigánynak, 0,3% szlováknak, 0,3% lengyelnek, 1,4% egyéb, nem hazai nemzetiségűnek (10,6% nem nyilatkozott; a kettős identitások miatt a végösszeg nagyobb lehet 100%-nál). Vallásuk szerint 40,6% volt római katolikus, 6,3% református, 0,6% görög katolikus, 0,3% egyéb keresztény, 1,7% egyéb katolikus, 14,9% felekezeten kívüli (34,9% nem válaszolt).

## Itt született
- 1946. október 3-án Papp László, Széchenyi-díjas magyar biológus, zoológus, entomológus, a Magyar Tudományos Akadémia rendes tagja, legyek társulásszerveződésének és rendszertanának neves kutatója
- 1948. március 21-én Papp Lajos, Széchenyi-díjas szívsebész, a Pécsi Tudományegyetem nyugalmazott egyetemi tanára, valamint PTE ÁOK Szívgyógyászati Klinika korábbi igazgatója, a Kaposvári Egyetem emeritus professzora